# Chenon
Chenon är en kommun i departementet Charente i regionen Nouvelle-Aquitaine i västra Frankrike. Kommunen ligger  i kantonen Mansle som ligger i arrondissementet Confolens. År 2022 hade Chenon 125 invånare.

## Befolkningsutveckling
Antalet invånare i kommunen Chenon
Referens:INSEE